# Lazăr Sfera
Lazăr Sfera, né le 29 avril 1909 à Sânmihai en Autriche-Hongrie (aujourd'hui en Serbie) et mort le 24 août 1992, était un joueur de football roumain, défenseur.

## Biographie
En club, il commence sa carrière chez les jeunes du Politehnica Timișoara entre 1923 et 1925. Il reste dans le club jusqu'en 1929. Il part ensuite dans l'équipe du championnat roumain du Banatul Timișoara avant de signer après une saison au România Cluj. Il part ensuite à l'Universitatea Cluj jusqu'en 1934. Il part ensuite finir sa carrière de club au Venus FC Bucarest. Il prend sa retraite en 1941.
Avec l'équipe de Roumanie, il est sélectionné par les deux entraîneurs Josef Uridil et Costel Rădulescu pour participer à la coupe du monde 1934 en Italie. Lors de la compétition, la sélection est éliminée au premier tour par l'équipe de Tchécoslovaquie sur un score de 2 buts à 1 en huitièmes-de-finale.